# National Archives and Records Administration
United States National Archives and Records Administration (NARA) ligger i Washington D.C. og er USA's Nationalarkiv. NARA er et uafhængigt regeringsorgan, som opbevarer statsdokumenter og historiske fortegnelser. Offentligheden af i en begrænset omfang adgang hertil. NARA er ansvarlige for vedligeholdelse og udgivelse af officielle og retsgyldige udgaver af love vedtaget af Kongressen, bekendtgørelser og executive orders fra præsidenten samt føderale bestemmelser. 
NARA arbejder ofte sammen med studerende for at lette deres opgaveskrivninger.
38°53′34″N 77°01′23″V / 38.8928°N 77.0231°V